# Cornelia Schorer
Cornelia Bernhardine Johanna Schorer (née le 12 juillet 1863 à Lübeck - morte le 9 janvier 1939 à Potsdam) est une médecin allemande. Elle fut l'une des premières femmes à étudier la médecine en Allemagne et devint la première femme médecin à Lübeck. Elle a passé la plus grande partie de sa vie professionnelle comme psychiatre aux États-Unis.
Cornelia est la fille ainée du pharmacien et homme politique Theodor Schorer. Sa sœur cadette, Maria, est devenue peintre impressionniste sous le nom de Maria Slavona.

## Carrière
Cornelia passe deux ans dans l’établissement privé d'enseignement de Charlotte Roquette (de), à l'époque où c'était la seule école de Lübeck à offrir une formation professionnelle aux femmes. Elle passe son examen en 1882.
Elle reste à Lübeck et enseigne le français et l'allemand à l'école Ernestine (de), où elle est officiellement assistante scientifique. En 1889, elle se rend à Berlin pour fréquenter une école privée pour femmes, dirigée par la féministe Helene Lange. De 1891 à 1892, elle entreprend des études de philosophie à l'université de Zurich, puis s'oriente vers la médecine. Elle obtient son doctorat en 1896, avec une thèse intitulée Rapports cliniques sur la chlorose, puis travaille comme médecin à la clinique de dermatologie de l'université Charles de Prague sous la direction de Philipp Josef Pick (de).
En 1899, Cornelia Schorer émigre aux États-Unis, s'installe dans le Massachusetts et obtient le titre de médecin. De 1901 à 1908, alors qu'une maladie l'empêche d'exercer son métier habituel, elle devient psychiatre à l'hôpital d'État de Worcester. Après un séjour d'un an en Allemagne pour une opération et un rétablissement, à Munich, elle retourne à Worcester et y travaille jusqu'en 1914. Elle est ensuite transférée à l'hôpital d'État de Boston, où elle participe à une étude sur les femmes souffrant de troubles mentaux et ayant eu des démêlés avec la justice. En 1920, elle est à nouveau transférée à l'hôpital d'État de Foxborough, où elle devient résidente principale.
En 1933, Cornelia Schorer prend sa retraite et retourne en Allemagne. Elle a également beaucoup voyagé et est revenue aux États-Unis pour une courte visite en 1935.

## Hommages
La ville de Lübeck a donné son nom à une rue du nouveau quartier universitaire (de).
En 2005, son œuvre a été célébrée dans le cadre d'une exposition intitulée "Les femmes dans l'histoire de Lübeck".